# Michael O'Connor
Michael Joseph O'Connor (Belfast, 6 ottobre 1987) è un ex calciatore nordirlandese, di ruolo centrocampista.

## Carriera

### Club
Dopo aver giocato con il Crewe Alexandra, il 6 luglio 2009 si trasferisce allo Scunthorpe United. Nel giugno del 2014 firma un contratto annuale con il Port Vale.

### Nazionale
Nel 2008 debutta con la nazionale nordirlandese, con cui nell'arco di cinque anni gioca in totale 11 partite.

## Palmarès

### Club

#### Competizioni nazionali
- Campionato inglese di quarta divisione: 1

Lincoln City: 2018-2019

### Individuale
- Capocannoniere del campionato irlandese: 1

1984-1985 (24 gol)